# Straßenbahn Unterach–See
| Beide Motorwagen samt Beiwagen vor der Remise in Unterach (1907) |                     |                                                  |                                                  |
| Streckenlänge: | 3,258 km            |                                                  |                                                  |
| Spurweite: | 1000 mm (Meterspur) |                                                  |                                                  |
| Stromsystem: | 550 V =             |                                                  |                                                  |
| |                     |                                                  |                                                  |
| \| \| \| Mondsee \| \| \| \| 0,000 \| See \| 480 m \| \| \| 0,8 \| Au \| Au \| \| \| 1,0 \| Höchster Streckenpunkt \| 483 m \| \| \| 2,0 \| Mühleitnerbrücke \| Mühleitnerbrücke \| \| \| 2,7 \| Unterach Kraftstation (mit Remise und Unterwerk) \| Unterach Kraftstation (mit Remise und Unterwerk) \| \| \| 3,258 \| Unterach Landungsplatz \| 468 m \| \| \| \| Attersee \| \| |                     |                                                  |                                                  |
| |                     | Mondsee                                          |                                                  |
| U-Bahn-Kopfbahnhof Streckenanfang (Strecke außer Betrieb) | 0,000               | See                                              | 480 m                                            |
| U-Bahn-Haltepunkt / Haltestelle (Strecke außer Betrieb) | 0,8                 | Au                                               | Au                                               |
| U-Bahn-Grenze (Strecke außer Betrieb) | 1,0                 | Höchster Streckenpunkt                           | 483 m                                            |
| U-Bahn-Haltepunkt / Haltestelle (Strecke außer Betrieb) | 2,0                 | Mühleitnerbrücke                                 | Mühleitnerbrücke                                 |
| U-Bahn-Bahnhof (Strecke außer Betrieb) | 2,7                 | Unterach Kraftstation (mit Remise und Unterwerk) | Unterach Kraftstation (mit Remise und Unterwerk) |
| U-Bahn-Kopfbahnhof Streckenende (Strecke außer Betrieb) | 3,258               | Unterach Landungsplatz                           | 468 m                                            |
| |                     | Attersee                                         |                                                  |

Die 3,258 Kilometer lange Elektrische Lokalbahn Unterach–See (abgekürzt: E.L.B.U.S.) verband von 1907 an Unterach am Attersee mit See am Mondsee (einem Teilort von Unterach) und wurde von der Bahngesellschaft Stern & Hafferl betrieben. Am 26. September 1938 wurde die Lokalbahn infolge des Anschluss Österreichs zur Straßenbahn Unterach–See (abgekürzt: S.T.U.S.) umgewidmet und schließlich 1949 eingestellt. Die im Volksmund auch Elektrische genannte Bahn wurde betrieben, um eine bequeme touristische Verbindung zwischen den beiden Schiffsanlegestellen herzustellen, und verkehrte meist nur saisonal von Mai bis September. Eigentümerin der Bahn war die Lokalbahn Unterach–See AG welche aufgrund der zuvor erfolgten Umkonzessionierung am 26. März 1942 zur Straßenbahn Unterach–See AG umfirmierte.

## Geschichte

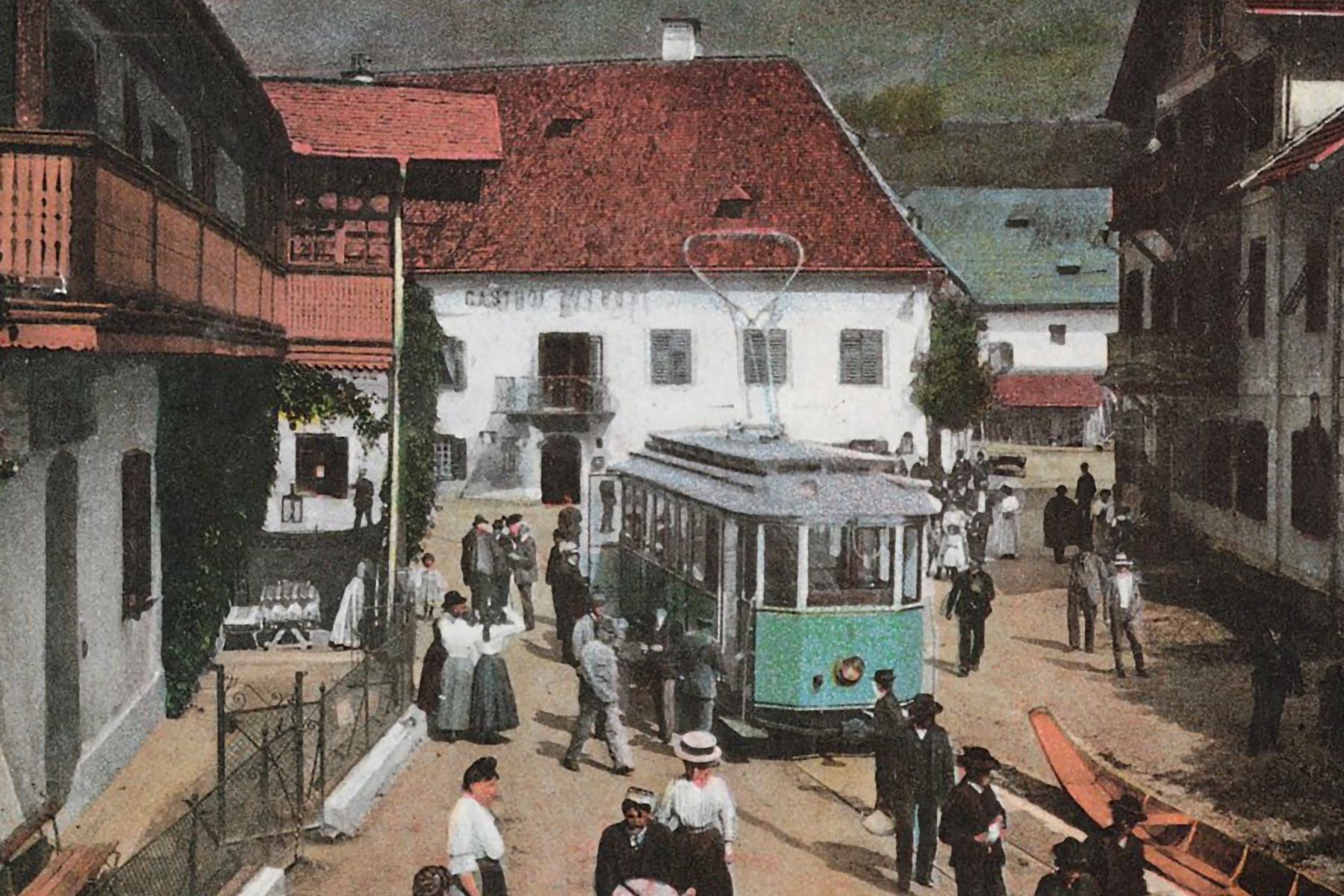
Triebwagen der Lokalbahn vor dem Gasthaus zur Post in Unterach, colorierte Postkarte, ca. 1910

### Vorgeschichte
Der Betrieb für die kleine Bahn erschien zunächst nicht kostendeckend, erst mit dem Erlass des Lokalbahngesetzes vom 6. März 1907 konnte ein namhafter Staatsbeitrag für die geplante Strecke eingeworben werden. Am 7. Juni 1907 wurde die Konzession zum Bau und Betrieb der Verbindungsbahn ausgestellt. Zur Realisierung des Vorhabens bildete sich eine Aktiengesellschaft, an der der österreichische Staat mit 50 Prozent, das Land Oberösterreich mit zehn Prozent und die Bahnbau- und Betriebsgesellschaft Stern & Hafferl in Gmunden mit 40 Prozent beteiligt war. Die 3,258 Kilometer lange Schmalspurbahn wurde von Stern & Hafferl in Meterspur und für den Betrieb mit 600 Volt Gleichstrom errichtet.

### Bahnbau
Die Bauarbeiten für die Lokalbahn begannen Anfang April 1907. Die Hochbauten und die Gleisanlagen wurden von Stern & Hafferl selbst errichtet, die elektrische Ausrüstung wurde von den Österreichischen Siemens-Schuckert Werken zugeliefert. Die Bauarbeiten geschahen ausschließlich in Handarbeit, lediglich für Transportzwecke bedienten sich die Arbeiter einer händisch betriebenen Feldbahn. Das gesamte Baumaterial wurde, da die Straßen damals eng und schlecht waren, über den See zugeführt. Ebenso wurden die Fahrzeuge herangebracht, welche zwischen 17. und 24. Juli in Unterach ankamen. Ihre Anreise gestaltete sich relativ kompliziert: Die zwölf Tonnen schweren Wagen wurden per Bahn nach Kammer am Attersee gebracht und dort dann auf ein Schiff verladen, welches sie nach Unterach brachte. Auf dem zentralen Ortsplatz wurden die Fahrzeuge entladen und eingegleist. Ab 8. August 1907 wurde dann elektrisch gefahren, womit die restlichen Materialtransporte beschleunigt werden konnten. Bereits wenige Tage später wurde die Bahn technisch abgenommen und am 18. August 1907 feierlich eröffnet.

### Betrieb
Für die Personenbeförderung standen die zwei elektrischen Triebwagen SM 1 und SM 2 und die zwei kürzeren Sommerbeiwagen SP 1 und SP 2 (mit textilem Dach) zur Verfügung, meistens befand sich jedoch nur ein Triebwagen im Einsatz. Bei Bedarf konnten ein oder zwei Beiwagen dem Planzug beigegeben werden. Der Betrieb beschränkte sich anfangs nur auf die Sommersaison und umfasste im Eröffnungsjahr 1907 18 Zugpaare, in späteren Jahren waren es dann nur noch sechs bis acht Fahrtenpaare. Zwischen 1908 und 1914 beförderte die Lokalbahn auch Bahnpost, der Vertrag mit der Post war auf die Zeit von 1. Juni bis 30. September begrenzt. 1914 wurde der Postverkehr bedingt durch die Mobilmachung aufgegeben und nicht wieder aufgenommen.
Darüber hinaus wurde ein bescheidener Güterverkehr vom 28. April 1909 bis zum 15. Juli 1910 geführt. Die Jahre bis zum Ersten Weltkrieg waren durchwegs als erfolgreich zu bezeichnen. Die Unteracher hatten ihre "Tramway" ins Herz geschlossen, sie verlieh den Unterachern ein Gefühl der Moderne. Da die ELBUS vor allem eine touristisch geprägte Bahn war, brach der Fahrgaststrom infolge des Ersten Weltkrieges ab 1914 empfindlich ein. Vor allem 1915 ist als schwaches Jahr überliefert. Auch die Nachkriegsjahre gestalteten sich für die kleine Bahn schwierig.
Erst Anfang der 1920er Jahre stiegen die Passagierzahlen langsam wieder, dennoch war das Jahr 1920 das erste Geschäftsjahr, das ein Minus einbrachte. Die Mangelwirtschaft der Kriegsjahre und die teils schlechten Materialien – so wurden nicht imprägnierte Bahnschwellen aus Holz beim Bahnbau verwendet – trugen wohl zu diesem Umstand bei. Auch wirkte sich die schlechte Situation der Mondseeschifffahrt negativ auf die Lokalbahn aus. Und kaum waren die Zahlen der Passagiere wieder gestiegen, so sanken sie 1923 wieder. Durch eine Tarifanpassung konnten aber einem Einnahmenverlust entgegengewirkt werden, was sich einerseits im Erhaltungszustand der Strecke positiv bemerkbar machte, andererseits auch der Gesellschaft ein kleines Plus in der Jahresbilanz bescherte.
1926 entschlossen sich Attersee-Schifffahrt, Mondsee-Schifffahrt und ELBUS ein Kombiticket anzubieten, um die Fahrgastfrequenz zu steigern. Dies gelang teilweise, doch 1929 kam der nächste Einbruch: Die Lokalbahn hatte Konkurrenz durch Autobusse erhalten.
Mit der Weltwirtschaftskrise, sanken 1930 die Fahrgastzahlen abermals. Und es sollte noch schlimmer kommen: die Tausend-Mark-Sperre ließ den Touristenstrom aus dem Deutschen Reich gänzlich versiegen. Während dieses Zeitraumes benützen nur mehr 3.524 Personen die Bahn, was einen Durchschnitt von 47 Passagieren pro Betriebstag entsprach. Ein verheerendes Betriebsergebnis war die Folge, trotz des Versuches, die Fahrzeit zu verkürzen und durch Tarifsenkung die Leute zum Bahnfahren zu animieren. Und wieder rissen die Bahnerhaltungsmaßnahmen ein großes Loch ins Budget der Gesellschaft.
Per 26. September 1938 erfolgte die Umwidmung der Lokalbahn in eine Straßenbahn, parallel dazu wurden auch die Stern & Hafferl-Schwesterbetriebe Elektrische Lokalbahn Gmunden und Lokalbahn Ebelsberg–St. Florian umkonzessioniert. Fortan wurde die Bahn nach der – in Deutschland bis heute gültigen – Verordnung über den Bau und Betrieb der Straßenbahnen (BOStrab) betrieben, welche zum 1. April 1938 in Kraft trat. Für den praktischen Betrieb änderte sich durch diese Rechtsänderung jedoch nichts, sie fand de facto nur auf dem Papier statt. Eine solche Umkonzessionierung ist extrem selten, außer diesen drei Betrieben sind in Deutschland oder Österreich keine weiteren Betriebe bekannt, bei welchen ein solcher Schritt vollzogen wurde (vereinzelt wurden jedoch auch schon in anderen Betrieben kürzere Teilabschnitte bestimmter Strecken umgewidmet). Die drei Bahnen wurden auch nach dem Zweiten Weltkrieg weiterhin als Straßenbahn geführt, die weitere politische Entwicklung Österreichs führte in diesem Fall nicht zu einer juristischen Wiederherstellung des Vorkriegszustands.
Durch den Anschluss Österreichs brach eine gewisse Euphorie aus. Die Betriebsergebnisse stiegen wieder. Jedoch kam nun auch wieder der Autobusverkehr auf, worauf die Straßenbahngesellschaft am 19. August 1938 eine Kraftwagenlinienkonzession und die Zurücklegung der Bahnkonzession beantragte. Doch das Verfahren zog sich in die Länge, so dass 1939 die Bahn wieder in Betrieb ging. Nun brach auch der Zweite Weltkrieg aus, Kraftstoffe aus Mineralöl waren dadurch „kriegswichtig“ geworden, und so wurde der Straßenbahngesellschaft am 31. März 1940 mitgeteilt, dass dem Ansuchen auf Umstellung auf Busbetrieb nicht stattgegeben werden könne.
Die Passagierzahlen stiegen infolge des Zweiten Weltkriegs wieder an, zahlreiche Kraft-durch-Freude-Urlauber besuchten Unterach. Die Personalstellung wurde durch das Einziehen des (männlichen) Fahrpersonales jedoch immer schwieriger, so mussten Frauen in den Dienst der Bahn treten. Auch wurde im Zuge des Reichsarbeitsdienstes junge Leute teilweise aus dem Ausland der Bahn zugeteilt. Der näher rückende Krieg bescherte der Bahn noch zusätzliche Fahrgäste. Der Fahrbetrieb wurde mit dem SM 1 abgewickelt, der nur unzulänglich laufende GM 2 blieb in der Kraftstation remisiert. Erst als es nicht mehr ging, musste sich die Gesellschaft mit dem Triebwagen befassen. Inzwischen wurde weiter mit dem SM 1 gefahren, solange es die Witterung zuließ. Im November 1944 wurde die Bahn wegen der Schneemassen eingestellt.
1945 kapitulierte die deutsche Wehrmacht, am 4. Mai stellte die Attersee-Schifffahrt den Betrieb ein, einen Tag später war die United States Army in Unterach eingerückt. Vorerst war an einen Straßenbahnbetrieb nicht zu denken, erst am 15. Juli 1945 rückte der SM 1 wieder aus der Kraftstation aus und wurde erst am 7. Dezember wieder eingestellt. Die Winterpause war dieses Mal kürzer als normal, bereits am 31. März 1946 nahm die S.T.U.S. den Fahrbetrieb wieder auf.
Die Nachkriegsjahre gestalteten sich schwierig, es mangelte an allen Ecken und Enden. Teilweise gab es nicht einmal Uniformen für das Fahrpersonal. Trotz der Mangelwirtschaft fuhr die Bahn wieder bis in den Dezember, als die Schneemassen die Betriebseinstellung erzwangen. Als der Schnee Ende Dezember wieder zurückgegangen war, wurde sofort wieder gefahren, dieses Mal durchgehend bis in den Februar 1949. Lediglich im Oktober 1948 musste eine kurze Betriebsunterbrechung verzeichnet werden, da die Kraftstation zur Ladung der Akkumulatoren der Atterseeelektroschiffe adaptiert wurde. Der lang andauernde Fahrbetrieb brachte dem Fahrpersonal einiges an Überstunden ein, die in der Betriebsruhe von 1. März bis 14. Mai 1949 abgebaut wurden.
Nach dem Zweiten Weltkrieg sanken die Beförderungszahlen dramatisch, sodass sich Stern & Hafferl entschloss, die Bahn nach der Sommersaison 1949 einzustellen. Eigentlich war eine Einstellung der Bahn vorerst nicht angedacht, doch machte der Autobusbetrieb der Bahn das Leben schwer. Letzter Betriebstag war der 18. September 1949, als Ersatz setzte die Firma Stern & Hafferl eine von ihr selbst betriebene Busverbindung ein. Erst 1950 wurde das Aus für die Bahn bekanntgegeben. Im Jahre 1951 erfolgte schließlich der Rückbau der Gleisanlagen.

## Strecke

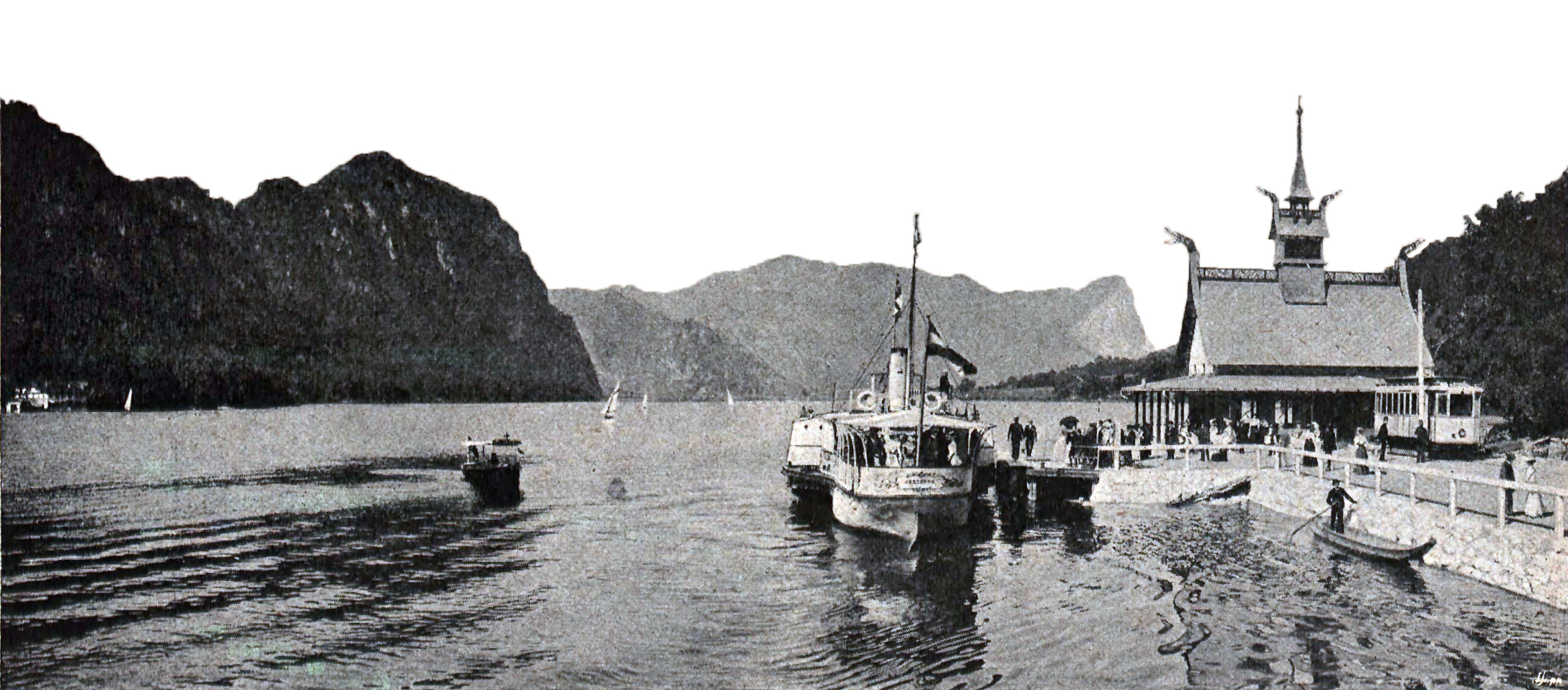
Landungsplatz/Endstelle „See“ mit norwegischem Stationspavillon (vor 1909)

Die Strecke begann am Landungsplatz in See am Mondsee. Die Strecke endete dort stumpf, allerdings bestand von Anfang an ein etwa 40 Meter langes Nebengleis, welches zum Abstellen und Bereitstellen der Beiwagen diente. Bis zur Reindl-Mühle verlief die Bahntrasse am südlichen Rand der damaligen Bezirksstraße. Heute ist noch von der Bundesstraße aus ein kurzer Rest des Damms kurz vor See erkennbar. Den Ort Au umfuhr die Bahn auf eigener Trasse, anschließend ging es geradlinig auf eigenem Bahnkörper bis zur Wienerroither-Mühle. Ab dort ging es am Straßenrand der Bezirksstraße bis Mühlleiten, wobei auf 60 Meter Länge die Straße mitbenützt wurde (Bahnkilometer 2,1). Bei Kilometer 2,2 wechselte die Bahn die Straßenseite; darauf folgte ein Linksbogen Richtung Remise, bei der hier behandelten Bahn Kraftstation genannt, welche bei Bahnkilometer 2,6 lag. Die Remise war mittels zweier Weichen an die Strecke angebunden. Nach der Kraftstation führte die Strecke über die Felder bis zum Ortsanfang von Unterach. Ab Kilometer 3,05 wurde die Dorfstraße mitbenützt. Hier endete auch der Vignolschienen-Oberbau, bis Unterach Landungsplatz bestand der Oberbau nun aus Rillenschienen. In Unterach Landungsplatz selber bestanden die Bahnanlagen wieder aus einem Haupt- und einem Nebengleis, die Strecke endete stumpf direkt vor dem Schiffssteg.

### Gleisanlagen
Insgesamt bestanden die Gleisanlagen aus 3117 Metern Vignolschienen und 264 Metern Rillenschienen. Die Gesamtlänge der Gleise betrug somit 3381 Meter, davon 3258 Meter Streckengleis und 123 Meter Nebengleise. Im Falle des Fahrweges wurde generell auf Bewährtes zurückgegriffen. Der Oberbau mit Vignolschienen bestand aus Schienen der Form XXX mit einem Laufmetergewicht von 17,9 Kilogramm. Die Vignolschienen waren im Abstand von etwa 85 Zentimetern mittels Unterlegeplatten und Schienennägeln auf den Hartholzschwellen befestigt. Die Rillenschienen hatten die Dimension 140/125 und wogen pro Laufmeter 35 Kilogramm. Sie waren im Ortskern von Unterach (Streckenkilometer 3,015 bis 3,258) und auf der Eisenbahnkreuzung in der Nähe der Kraftstation zu finden und waren mit geschraubten Spurhaltern verbunden. Anfänglich waren die Rillenschienenabschnitte nicht eingepflastert, dies änderte sich aber später.
Auf der gesamten Strecke waren nur vier Weichen zu finden, wovon jene im Ortskern von Unterach eine Rillenschienenweiche war. Je eine Weiche befand sich an den Endstellen, die anderen zwei waren in der Kraftstation situiert. Auf der gesamten Strecke gab es somit keine Ausweiche. Die Gleisabschlüsse bestanden lediglich aus auf die Gleise aufschraubten Holzbohlen.

### Stromversorgung
Der Strom wurde von zwei Stern & Hafferl-eigenen Kraftwerken (KW Traunfall und KW St. Wolfgang) über eine Freileitung zur Kraftstation geleitet. Dort befanden sich die elektrischen Anlagen der Lokalbahn. Das Kraftwerk Traunfall lieferte zehn Kilovolt, das Kraftwerk St. Wolfgang fünf KV. Da der Bahntransformator auf 5,5 KV ausgelegt war, musste der Strom vom Kraftwerk Traunfall in einem eigenen, nahe der Kraftstation stehenden Transformatorhäuschen auf 5,5 KV transformiert werden. Sodann wurde der Strom zum eigentlichen Bahntransformator geleitet. Hier erfolgte die Transformation auf 500 Volt Drehstrom, welche nun in den Drehstrom-Asynchronmotor des Umformers eingespeist wurden. Die von den ÖSSW gelieferte rotierende Umformeranlage entsprach der damals üblichen Bauform. Der Dynamo der Umformeranlage lieferte dann die 550 Volt für den Fahrbetrieb. Grundsätzlich bewährte sich der Umformersatz so gut, dass es keinerlei nennenswerte Probleme gab und die Anlage bis zur Betriebseinstellung in Betrieb war.

### Fahrleitungsanlage
Im Grunde handelte es sich um eine Einfachfahrleitung, wie sie für die Stern & Hafferl-Bahnen typisch war. Siemens-Schuckert lieferte die elektrische Ausrüstung und das Fahrleitungsmaterial. Insgesamt etwa 3.500 Meter Hartkupferfahrleitungsdraht mit einem Querschnitt von 53,5 Quadratmillimeter wurden von Stern und Hafferl beigesteuert. Die Fahrleitung entsprach komplett der Siemens-Baunorm für Straßen- und Lokalbahnen mit Schleifbügelbetrieb. Der Fahrdraht wurde an Bogenauslegern befestigt, welche wiederum auf Holzmasten fixiert waren. Im Ortsgebiet von Unterach wurde die Fahrleitung mittels Querdrähten und Oberleitungsrosetten an den Hauswänden befestigt. Der Fahrdraht hing auf freier Strecke zwischen 5,5 und 5,8 Meter über der Schienenoberkante, lediglich an den Endstellen lag der Fahrdraht auf etwa 6,1 Metern Höhe, um das Umlegen des Lyrabügels zu ermöglichen.
Die Einspeisung erfolgte direkt bei der Kraftstation, es gab keine Trennstellen auf der Strecke, lediglich die Remise war mittels Streckentrenner abschaltbar. Im Jahre 1916 musste wegen Kupfermangels Teile der Fahrleitung aus Kupfer durch eine Fahrleitung aus Eisen ersetzt werden, welche bis 1925 hielt. Die Unterhaltung der Fahrleitung geschah in eher spartanischem Umfang, dementsprechend verschlechterte sich der Zustand der Fahrleitung immer mehr, bis die Bahnangestellten erkennen mussten, dass grundsätzlich kein Betrieb mehr möglich war. Da diese Erkenntnis aber in den Kriegsjahren des Zweiten Weltkrieges kam, musste weiter improvisiert werden und es gelang, den Betrieb aufrechtzuerhalten. Auch nützte der im Zweiten Weltkrieg wieder montierte Eisenfahrdraht die Schleifstücke der Bügel stark ab.
Ab Oktober 1948 wurden als Besonderheit die altersschwachen Akkumulatoren der Elektroboote der Atterseeschifffahrt von einer Umformerstation über eine Fahrleitung geladen. Hierfür wurde ein Kabel von der Fahrleitung zum Schiffssteg gelegt. Dort endete es in einem hölzernen Kasten. Mittels eines Steckers und eines weiteren Kabels wurden die Schiffe mit dem Kasten verbunden und die Akkumulatoren mit 220 Volt geladen. Hierfür war eine spezielle Regelung des Umformers erforderlich. Dieses Provisorium hielt sich bis 1949.

### Halte- und Ladestellen
Die Lokalbahn verfügte bei ihrer Eröffnung über vier Haltestellen. Bereits kurz nach der Eröffnung suchte die Lokalbahn an, bei Bahnkilometer 2,7 eine weitere Haltestelle eröffnen zu dürfen. Die Voraussetzungen waren bereits geschaffen, und so stand der Bewilligung der Haltestelle Rangierstation Unterach, später nur mehr als Kraftstation bezeichnet, nichts im Weg.
Alle Haltestellen waren mit Ausnahme der Haltestelle Unterach Landungsplatz mit einem circa 20 Meter langen, bis zur Schienenoberkante mit Sand aufgeschütteten Bahnsteig ausgestattet und mit einer Tafel aus Gusseisen mit der Aufschrift "Haltestelle der Lokalbahn" gekennzeichnet. 1930 wurde die Haltestelle Au von Kilometer 0,75 auf Kilometer 0,4 verlegt. Dies geschah allerdings nur am Papier, bei Kilometer 0,4 wurde eine neue Haltestelle mit dem Namen "Riedl-Sag" eröffnet, die der Belegschaft der dortigen Möbelfabrik diente. Sie wurde erst 1938 in den Fahrplan als Haltestelle "Sagermühle" aufgenommen.
In der Bevölkerung wurden einige Haltestellen mit Spitznamen belegt: so trug die Haltestelle Au im Volksmund den Namen "Fellner-Misthaufen", da sie direkt am Misthaufen des Fellnerhofes lag. Die Haltestelle Mühleitnerbrücke wurde im Volksmund "Adlerstein" genannt, nach dem dortigen Wirtshaus.
Auch gab es im Zuge des spärlichen und nur wenige Jahre abgewickelten Güterverkehrs einige Ladestellen entlang der Strecke. Diese befanden sich bei Kilometer 0,138, Kilometer 1,68, Kilometer 1,78 und Kilometer 2,99. Alle Ladestellen außer jene für Holz bei Bahnkilometer 1,68 und 1,78 waren mit hölzernen Laderampen ausgestattet.

### Hochbauten

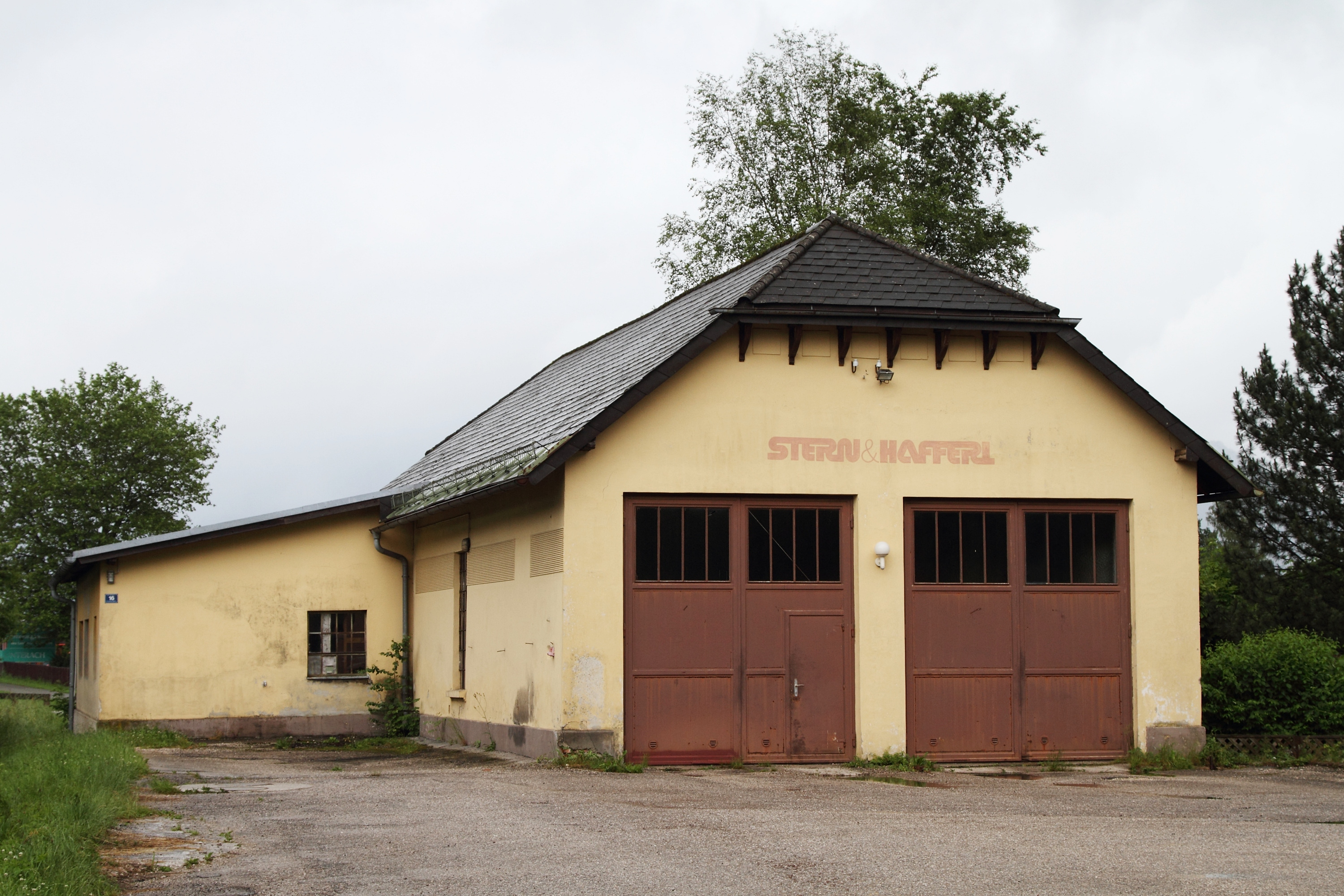
Die als Busgarage erhalten gebliebene Remise in Unterach, Juni 2010

Aufgrund der kurzen Strecke bestanden nur wenige Hochbauten:
- Norwegischer Pavillon See: dieser Hochbau wurde nach norwegischen Plänen 1907 errichtet, 1908 eröffnet und diente als Wartepavillon in See für die umsteigenden Fahrgäste zwischen Schifffahrt und Lokalbahn. Der Pavillon wurde hauptsächlich aus Holz errichtet, bestehend aus einem Restaurationssaal, einer Kaffeeküche sowie einer Schank. Es war keine Toilette vorhanden, die Gäste mussten die Örtlichkeiten des in der Nähe gelegenen Gasthauses See benützen. Charakteristisch war die Veranda, welche das Gebäude auf drei Seiten umlief. 1929 veräußerte die Lokalbahn den Pavillon an die Besitzer des Gasthauses See, welche den Betrieb bis 1935 weiterführten. Infolge der Tausend-Mark-Sperre wurde der Betrieb geschlossen und der Pavillon 1939 abgebrochen, die Fundamente sind heute noch vorhanden.

- Kraftstation: Bei diesem Gebäude, erbaut 1907, handelt es sich um ein zweistöckiges Gebäude, wobei im Erdgeschoss der Hochspannungsraum, Umformerraum, Personalraum und eine Toilette vorhanden waren. Im Obergeschoss befanden sich die Wohnräumlichkeiten des Maschinisten, ein Materiallager sowie eine Toilette. Im Jahre 1934 wurde das Gebäude grundlegend verändert: der Trafoturm wurde abgerissen, die Hochspannungsleitung wurde direkt in das Gebäude geführt. Die Mansarde wurde nun auch ausgebaut, dafür wurden das Materiallager und der Personalraum zu einem hohen Raum umgebaut, wo fortan die Trafos und die Schaltgerüste angeordnet wurden. Anfänglich war außerdem Platz für eine zweite Umformeranlage vorgesehen, da an eine Weiterführung der Bahn nach Attersee am Attersee im Raum stand. Eingebaut wurde dieser zweite Umformersatz jedoch nie. Das Gebäude besteht heute noch.

- Remise: Diese wurde 1907 etwa 50 Meter östlich der Kraftstation errichtet und verfügte über zwei Gleise. Das nördliche Gleis hatte auf voller Länge eine Revisionsgrube. Das Gebäude war so dimensioniert, dass alle vier Personenfahrzeuge Platz fanden. Durch geschicktes Stellen (Überpuffern) konnten auch noch Turmwagen und Güterwagen untergebracht werden. Es war kein Werkstättenraum vorhanden, sodass das vorhandene Material wie damals allgemein üblich seitlich der Gleise und in der Grube aufbewahrt werden musste. 1946 erwog man die Remise so umzubauen, dass sie auch dem Busbetrieb dienlich war. Dafür hätte das Gebäude verlängert werden müssen, um weiterhin allen vier Personenfahrzeugen Platz bieten zu können. Der Plan wurde nie ausgeführt, die Sommerbeiwagen mussten dennoch dem Busbetrieb Platz machen und wurden im Freien abgestellt, beziehungsweise über den Winter in Attersee remisiert. Im Jahre 1949 wurde die Remise nach Osten verlängert, ein Werkstättenanbau kam erst nach der Bahneinstellung hinzu, ebenso wie ein Waschplatz. Bis zuletzt diente die 2017 abgetragene Halle als Busgarage.

## Fahrzeuge
Die Bahn wurde mit folgenden Fahrzeugen betrieben:
| Nummer                  | Baujahr    | Hersteller                    | Bemerkungen |
| Triebwagen              | Triebwagen | Triebwagen                    | Triebwagen |
| ----------------------- | ---------- | ----------------------------- | --- |
| SM 1                    | 1907       | Siemens / Grazer Waggonfabrik | ab 1951: GM 7 der Straßenbahn Gmunden, erhalten in St. Florian (Florianerbahn)                                                                           |
| SM 2                    | 1907       | Siemens / Grazer Waggonfabrik | ab 1943: GM 6 der Straßenbahn Gmunden, heute als Beiwagen in originaler ELBUS Lackierung als B 20.220 in Nostalgiezügen auf der Attergaubahn eingereiht. |
| GM 2                    | 1894       | Rohrbacher                    | Tauschfahrzeug für SM 2; 1949 an Attergaubahn abgegeben, umgebaut in EB 20.204                                                                           |
| Beiwagen                |            |                               | |
| SP 1 – Sommerbeiwagen 3 | 1906       | Grazer Waggonfabrik           | Sommerwagen, 1949 an Attergaubahn abgegeben, 1952 verkauft                                                                                               |
| SP 2 – Sommerbeiwagen 4 | 1906       | Grazer Waggonfabrik           | Sommerwagen, 1949 an Attergaubahn abgegeben, 1952 verkauft                                                                                               |
| Güterwagen              |            |                               | |
| Jn1                     | 1897       | Grazer Waggonfabrik           | von Gmundner Straßenbahn 1907 an ELBUS, 1951 an die Attergaubahn abgegeben, 1969 verschrottet                                                            |
| Jh                      | 1909       | Orenstein & Koppel            | 1913 an die Attergaubahn abgegeben, dort S1/1-1/2, 1943 26 443/1-/2. 26 443/1 ab 1986 Gerüstwagen 26 622.                                                |
| Turmwagen               | 1907       | unbekannter Hersteller        | Verbleib unbekannt |

Die Abkürzungen haben folgende Bedeutungen:
- GM – Gmunden Motorwagen
- SM – See Motorwagen
- SP – See Personenwagen

Diese Bezeichnungen waren jedoch an den Fahrzeugen nicht angeschrieben. Die Fahrzeuge trugen an beiden Fronten ihre Nummer, seitlich war der Eigentumsvermerk E.L.B.U.S angebracht.

### SM 1 und SM 2
Die in der Grazer Waggonfabrik gebauten Triebwagen SM 1 und SM 2 waren für die damalige Zeit sehr fortschrittliche Fahrzeuge. Im Gegensatz zu vielen anderen Motorwagen ihrer Zeit waren die Plattformen von Anfang an verglast und boten so dem Personal auch bei Schlechtwetter durch ihre außen angeschlagenen Türen ausreichend Schutz vor der Witterung. Der Rahmen der Motorwagen bestand aus zwei Längsträgern, welche an den Plattformen gekröpft waren. Somit war eine Stufe von der Plattform in das Wageninnere nötig. Zwischen den Trägern wurden jeweils Profileisen eingenietet, die als Montagepunkte für Bremsgestänge (der Triebwagen war mit einer achtklötzigen Handbremse ausgestattet), Achsfederung und Motoraufhängung fungieren. Am Rahmen setzen auch die gefederten Straßenbahnpuffer an. Die Kupplung zwischen Triebwagen und Beiwagen erfolgte nach damals üblicher Technik mittels Puffern und Flacheisen.
Auch der achtfenstrige, hölzerne Wagenkasten wies Besonderheiten auf: Anstelle eines Mittelganges war der Innenraum durch einen Seitengang ausgebildet, der stets auf der Südseite lag. Ebenfalls auf dieser Seite angeordnet war eine große zweiflügelige Seitentüre, die zur Gepäckverladung diente. Der Innenraum war nicht durch eine Querwand unterteilt. Insgesamt waren 24 Sitzplätze vorhanden, je sechs in einem der vier Abteile. Dem damals üblichen Standard entsprechend, war über jeder Sitzbank ein Gepäcknetz vorhanden. Das Abteil bei der großen Gepäcktüre war als Multifunktionsabteil ausgelegt, so dass dessen Bänke hochgeklappt werden konnten.
Charakteristisch war das leinenbespannte Laternendach der Triebwagen, dessen Lüftungsklappen mit grünem Glas ausgelegt waren.
Im Gegensatz zum geräumigen Fahrgastraum waren die Führerstände relativ eng. Hier befanden sich alle für den Straßenbahnwagen typischen Ausstattungsmerkmale wie Fahrschalter, Handbremse, Sandstreuer mitsamt Sandkasten und Tretglocke. Dennoch waren auf der vorderen Plattform drei, auf der hinteren Plattform vier Stehplätze behördlich genehmigt.
Die gesamte elektrische Ausrüstung wurde von den Österreichischen Siemens-Schuckert-Werken geliefert und bestand aus Lyrastromabnehmer, Blitzableiter mitsamt Drosselspule, Hauptschalter, Fahrschalter des Typs K, Motoren des Typs BM30r und Widerstände. Im Gegensatz zu vielen anderen Straßenbahnwagen waren im Falle des SM 1 und SM 2 die Widerstände unter dem hölzernen Wagenboden angeordnet. Die Beleuchtung der Wagen bestand aus je einem Frontscheinwerfer (welche mittels Schlussscheibe in einen Zugschluss verwandelt werden konnten), einem Dachsignal (welches erst 1946 mit U und S besteckt war), der Plattformbeleuchtung und der Wageninnenbeleuchtung. Eine elektrische Heizung gab es jedoch nicht, da die Bahn anfangs nur für saisonalen Betrieb gedacht war. Die Signalgebung zwischen Schaffner und Triebfahrzeugführer bestand in je einer pro Plattform vorhandenen Glocke, die über einen Lederriemen betätigt wurde. Die Wagen wurden anfangs in hellgelber Lackierung geliefert, dunkle Zierlinien vervollständigten die sehr ansehnlichen Triebwagen.
Da die Lokalbahn nach reichsdeutschen Vorschriften als Straßenbahn einzustufen war, mussten die Triebwagen den neuen Gesetzen angepasst werden. So erhielten die Triebwagen Winkerlampen, eine an der Plattformvorderseite montierte, lautere Glocke und Aufschriften mit den jeweiligen Endstationen als Ersatz für die geforderten Zielschilder. Nach dem Krieg wurden die Außenglocken wieder entfernt.
Die Lackierung hielt bis nach dem Krieg. Erst 1946 erhielt der SM 1 anlässlich einer Hauptuntersuchung (HU) die für Stern & Hafferl-Bahnen typische weiß-rote Lackierung. Außerdem erhielt der SM 1 im Zuge dieser HU eine Heizung.
Der SM 2 wurde 1943 nach Gmunden abgegeben und erhielt dort im Zuge der Hauptuntersuchung eine Magnetschienenbremse und die weiß-rote Lackierung. Fortan wurde der SM 2 als GM 6 bezeichnet. Nach der Bahneinstellung und Abtragung der Bahnanlagen der S.T.U.S. gelangte auch der SM 1 1951 nach Gmunden und wurde dort nach dem erforderlichen Umbau ein Jahr später als GM 7 in Betrieb genommen. Anfang der 1960er Jahre wurde der GM 6 in Vorchdorf zum Beiwagen 22 220 umgebaut und auf die Attergaubahn überstellt. Seit 1978 trägt er wieder die typischen E.L.B.U.S-Farben und ist Bestandteil des allseits beliebten Bummelzuges auf der Lokalbahn Vöcklamarkt–Attersee.
Der GM 7 wurde 1978 nach seinem Ausscheiden aus dem aktiven Dienst auf der Gmundner Straßenbahn an die Florianerbahn angegeben.

### GM2
Der GM 2 gelangte als Gegenleistung für den an die Gmundner Straßenbahn abgegebenen SM 2 nach Unterach. Auf der S.T.U.S. fungierte das Fahrzeug nur als Reservetriebwagen. Im Gegensatz zum SM 1 hatte der Wagen keine elektrische Bremse, sondern war nur mit einer vierklötzigen Handbremse und einer vierklötzigen Wurfhebelbremse ausgestattet.
Generell stammte der Wagen aus dem Jahre 1894 und war somit älter als die Straßenbahn selber. Das Alter machte sich auch bei der Konstruktion des Wagens bemerkbar. Der Wagenkasten stammte von der Firma Rohrbacher, das Fahrgestell von der Bergischen Stahlindustrie und die elektrische Ausrüstung von Béla Egger. Der Wagen war jahrelang in Gmunden abgestellt und erhielt erst 1928 eiserne Längsträger. Bei diesem Umbau wurde auch der hölzerne Wagenkasten verändert. Die elektrische Ausrüstung und die Bremsanlage wurden aber trotz der Veränderungen beibehalten. Generell wurden dem Wagen schlechte Laufeigenschaften attestiert, dementsprechend war der Wagen nur Reserve, den Plandienst versah der SM 1. Nach der Einstellung wurde der GM 2 nach Attersee überstellt, wo er längere Zeit sein Dasein fristete. Erst als der Platz knapp wurde, entsann man sich des GM 2 und beschloss, den Wagen in einen Beiwagen umzubauen. Im Zuge des 1952 durchgeführten Umbaus wurde der Wagen stark verändert: er erhielt ein neues Fahrgestell, die Plattformen wurden geändert und eine Vakuumbremse eingebaut. Fortan war er als 20 204, später als 26 204 in Attersee beheimatet und wurde 1962 aus dem Personendienst ausgeschieden. In Vorchdorf wurde der Wagen nun abermals umgebaut, dabei wurde 1963 der Aufbau entfernt und abgewrackt, das Untergestell wurde für den Unkrautspritzkessel verwendet. Der neue Wagen (sofern man ihn als solchen bezeichnen kann) wurde auf der Lokalbahn Gmunden – Vorchdorf beheimatet. Dieser Wagen wurde schließlich nach Ausbau aller noch brauchbarer Teile verschrottet.

### SP1 und SP2
Ebenfalls zur Grundausstattung der ELBUS gehörten die beiden von der Grazer Waggonfabrik gelieferten Sommerbeiwagen. Beide Wagen waren 6,3 Meter lang, der Achsstand betrug 2,2 Meter. Der Wagenrahmen bestand aus einer genieteten Stahlblechkonstruktion, die Achslagergehäuse waren in speziellen Ausnehmungen mittels Schraubenfedern befestigt. Durch diese Konstruktion und den relativ kleinem Raddurchmesser von lediglich 600 mm befand sich der Wagenboden lediglich 665 mm über der Schienenoberkante. Im Gegensatz zu gewöhnlichen Lokalbahnfahrzeugen war der Wagenaufbau der beiden Sommerwagen nicht mittragend, die fünf Steher waren nur mit dem Wagenboden gezapft und über Knotenbleche verschraubt. Als Wagenbeleuchtung waren drei Lampen vorhanden, weiters je ein Schlusssignal am Wagendach pro Wagenfront. Jeder der beiden Wagen besaß eine Handbremse, jede Plattform verfügte über eine Bremskurbel. Um die Beiwagen auch vom Triebwagen aus bremsen zu können, waren Solenoide eingebaut. Die Lackierung entsprach denen der beiden Triebwagen, an der Stirnseite trugen die beiden eigentlich als SP 1 und SP 2 bezeichneten Wagen die Nummern 3 und 4. Jeder Wagen fasste insgesamt 20 Personen. Der Zustieg geschah nicht über die Plattformen, sondern es wurde in jedes fünf Abteile von der Seite eingestiegen. Jedes Abteil fasste vier Fahrgäste. Wie fast alle Sommerwagen konnten auch bei den Unteracher Wagen die Sitzlehnen gewendet werden, sodass die Fahrgäste immer in Fahrtrichtung sitzen konnten. Als Regenschutz waren Seitenplanen angebracht, welche in den 1940er Jahren entfernt wurden. Grundsätzlich waren beide Wagen nur an frequenzstarken Tagen im Einsatz und während der Fahrsaison meistens auf den beiden Manipulationsgleisen in See und Unterach abgestellt. Die Laufleistung war dementsprechend gering. Einer der Spitzentage war jener des Unteracher Kirtages. An diesen Tagen wurde sogar im Dreiwagenzug gefahren, wobei die Beiwagen geschoben wurden. Die Spitze des Zuges wurde mit einem Lokalbahner besetzt, sodass dieser die Strecke überwachen und im Bedarfsfall den Triebwagenführer mittels Glockensignal zum Halt auffordern konnte. Auch war die Sicht durch die offene Bauweise nicht besonders eingeschränkt. In den Wintermonaten waren die beiden Sommerbeiwagen in der Kraftstation hinterstellt oder in Attersee auf Revision. Nach der letzten Fahrsaison 1949 wurden die Sommerwagen ausgegleist, um Platz für Autobusse zu schaffen. In weiterer Folge wurden beide Wagen bei Beginn der Demontagearbeiten mit dem Trajekt nach Attersee überstellt und dort in der Beiwagenremise hinterstellt. Da jedoch der Platz in Attersee durch weitere Fahrzeugzugänge knapp wurde, erfolgte ein Verkauf der beiden Sommerwagen 1952 an einen Privatmann, der sie zu einem Häuschen umbaute. Durch weitere Veräußerungen gelangten die zum Haus umfunktionierten Beiwagenreste über Linz nach Sattledt (1982), wo sich ihre Spur verliert.

### Güterwagen Jn1
Dieser bereits 1897 gebaute offene, hochbordige Güterwagen kam von der Straßenbahn Gmunden nach Unterach. Er wurde für bahninterne Zwecke und den Transport größerer Frachtstücke angeschafft. Bei Lokalbahnen dieser Zeit waren solche Wagen durchaus üblich. Der Wagen war denkbar einfach gebaut und daher auch sehr robust. Das Untergestell bestand aus U-Eisen, die vernietet waren. Der kompakte Wagen hatte eine Länge über Puffer von lediglich 3.710 mm bei einem Achsstand von nur 1.200 mm. Der Wagen war mit einer achtklotzigen Handbremse ausgestattet. Er hatte keine Plattform, dafür einen Sitz für einen Bremser. Der Aufbau des Wagens bestand aus Holz. Die Bordwände waren mittels Scharnieren klappbar angeordnet, die Stirnwände waren fix mit dem Untergestell verbunden. Im Zuge einer Revision erhielt der Wagen Mitte der 1920er Jahre eine Neubeplankung und stand so bis zum Ende der Bahn im Einsatz. Auch bei den Abtragungsarbeiten konnte nicht auf den Wagen verzichtet werden, so dass der Wagen gemeinsam mit dem SM 1 und dem Turmwagen erst am 30. Mai 1951 mittels Trajekt als allerletzte Fuhre über den See nach Attersee gebracht wurde. Auf der Attergaubahn wurde der Wagen als X1 in den Stand aufgenommen, dort dann 1969 kassiert und verschrottet.

### Langholzschemelpaar Jh
Das 1909 von Orenstein & Koppel gelieferte Truck-Paar bestand aus einem gebremsten, mit Bremserbühne ausgestatteten und einem ungebremsten, zweiachsigen Wagen. Die beiden Wagen unterschieden sich kaum von den Trucks, die in großer Zahl an Waldbahnen geliefert wurden. Lediglich die Längsträger mussten, um Meterspurachsen einbauen zu können, weiter auseinandergesetzt werden. Die Kupplung entsprach eher denen von Schmalspurbahnen und nicht denen einer Überlandstraßenbahn.
Jeder Truck hatte einen Achsstand von lediglich 1150 mm bei einer Länge über Puffer von knapp drei Metern. Der gebremste Truck war genau 3010 mm, während der ungebremste gar nur 2810 mm lang. Jeder Truck konnte sechs Tonnen Ladung aufnehmen. Das Truck-Paar war nur sehr kurz auf der ELBUS, bereits nach der Auflassung der Holztransporte 1913 kamen die Fahrzeuge zur Attergaubahn, wo sie als S1/1 – S1/2 in den Betriebsstand aufgenommen wurden. Im Zuge einer Umnummerierung erhielten die Trucks die Nummer 26 443/1 – /2, wobei der 26 443/1 jener mit Handbremse war. Aus diesem Truck entstand schließlich in den 1980er Jahren der Gerüstwagen 26 622 für Fahrleitungsarbeiten. Bis vor wenigen Jahren stand ein Truck in St. Georgen auf einem Gleisstutzen. Ob es jener der ELBUS war, ist nicht überliefert, die Attergaubahn besaß ähnliche Fahrzeuge. Mit dem Bahnhofsumbau verschwand auch dieses Fahrzeug.

### Turmwagen
Wie jede elektrische Lokalbahn hatte auch die ELBUS einen Turmwagen im Fahrzeugpark. Leider sind keine genauen Nummern von diesem Fahrzeug bekannt, nur Berichte von 1925 bestätigen dessen Vorhandensein. Da jedoch bereits bei Bahnbau ein Montagewagen zur Fahrleitungsmontage vorhanden gewesen sein muss, ist davon auszugehen, dass der Wagen von Anfang an im Stand der ELBUS war. Bei diesem Wagen handelte es sich um einen leichten und kleinrädrigen Bahnwagen, welcher mit einem Gerüstaufbau versehen war. Oben am Gerüst war eine Montageplattform vorhanden. Das Fahrzeug war derart leicht, dass es einfach händisch geschoben werden konnte. Über den Verbleib des Wagens und dessen Verschrottung ist nichts bekannt.

## Überreste der Bahn
Da die Bahn keine größeren Kunstbauten besaß, sind nur wenige Relikte erhalten geblieben. In See fallen beispielsweise die Fundamente des Norwegischen Pavillons auf. Diese sind auf einem Badeplatz noch gut zu erkennen. Verfolgt man die Strecke nun Richtung Unterach, so fällt linker Hand neben der Bundesstraße ein Damm mit einem Durchlass auf, dessen Spur sich aber alsbald durch die dichte Bebauung verliert. Erst an der Kraftstation in Unterach sind weitere Überreste zu sehen. Hier befand sich bis 2017 die Remise mit ihrem charakteristischen Walmdach, die mehrfach umgebaut wurde, und die Kraftstation. Mittlerweile erinnert ein gastronomischer Betrieb mit zur Bahn passendem Namen an die Existenz der ELBUS. In Unterach erinnert hingegen nichts mehr an die Bahn.

### Erhaltene Fahrzeuge
Die beiden noch vorhandenen, ehemaligen Triebwagen SM 1 und SM 2 erinnern ebenfalls noch an die Bahn. Der SM 1 befindet sich betriebsfähig, allerdings im Letztzustand als Gmundner Straßenbahn GM 7 auf der Florianerbahn und der SM 2 als Beiwagen 20 220, jedoch in historischer Lackierung und beschriftet mit "E.L.B.U.S.  №2", auf der Attergaubahn in Attersee.

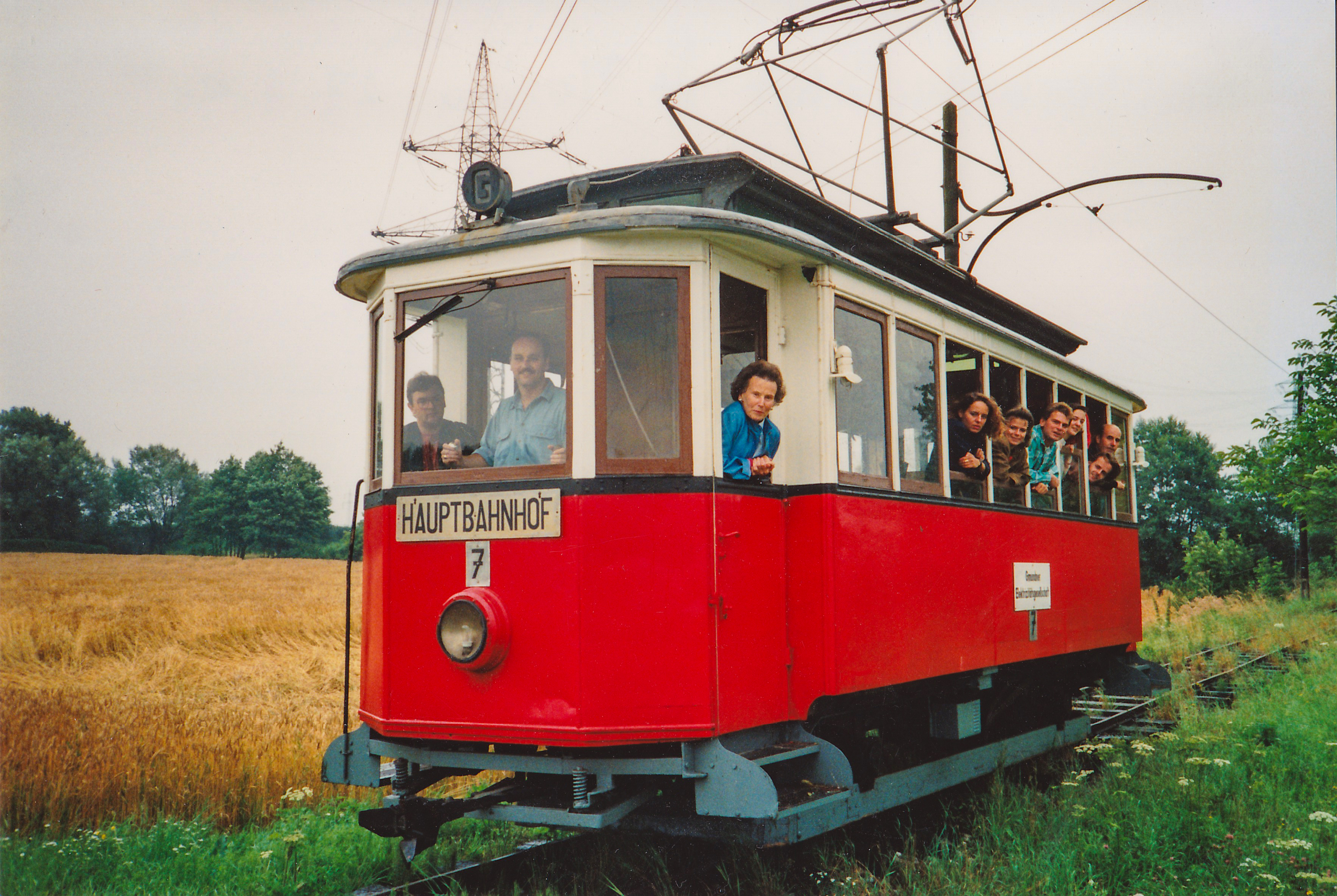
Der SM 1 als Gmundner Triebwagen GM 7 nahe der Haltestelle Pichling-See auf der Museumsbahn St. Florian am 27. Juli 1991
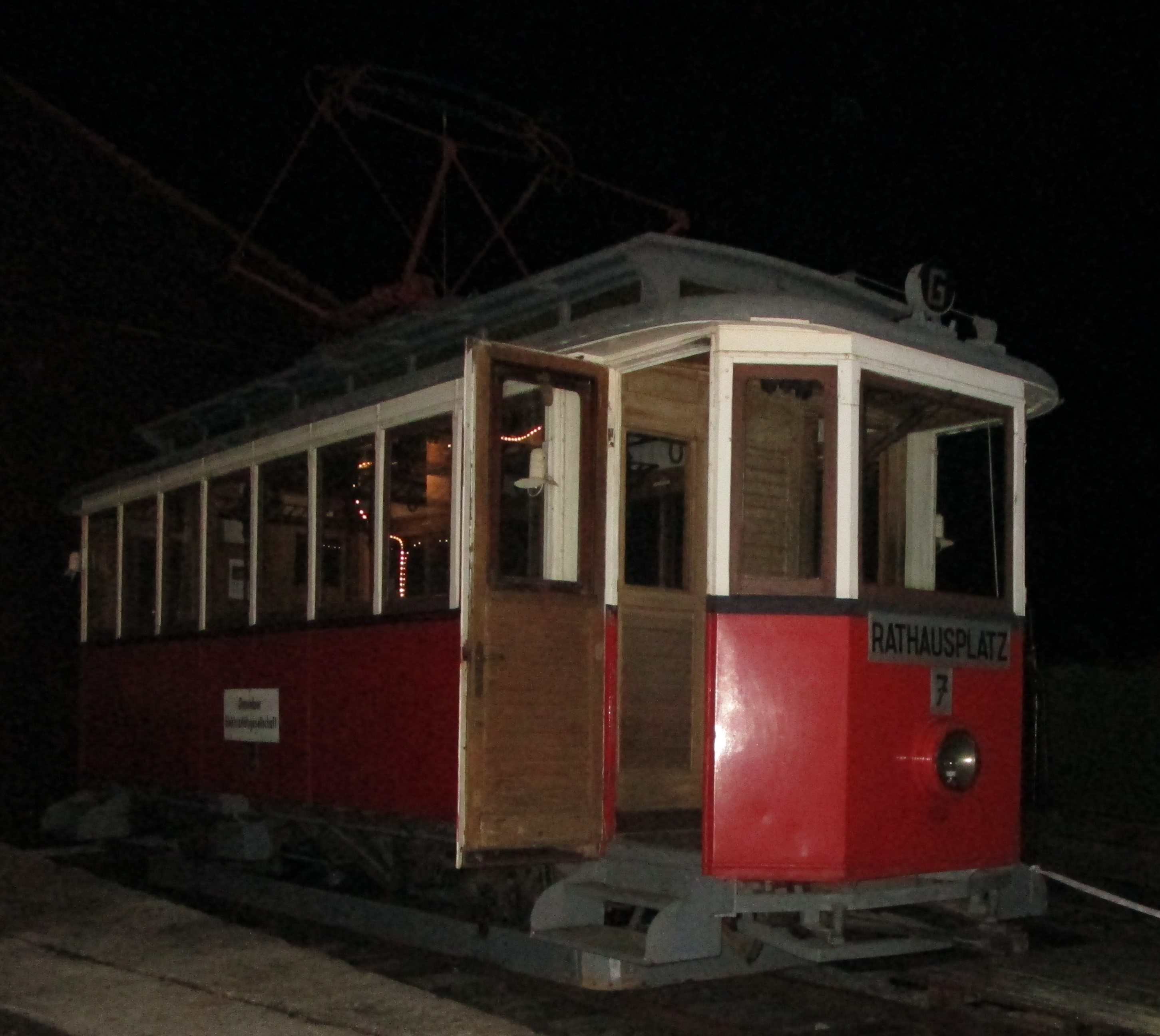
Der SM 1 im Letztzustand als GM 7 im Jahr 2017 in St. Florian
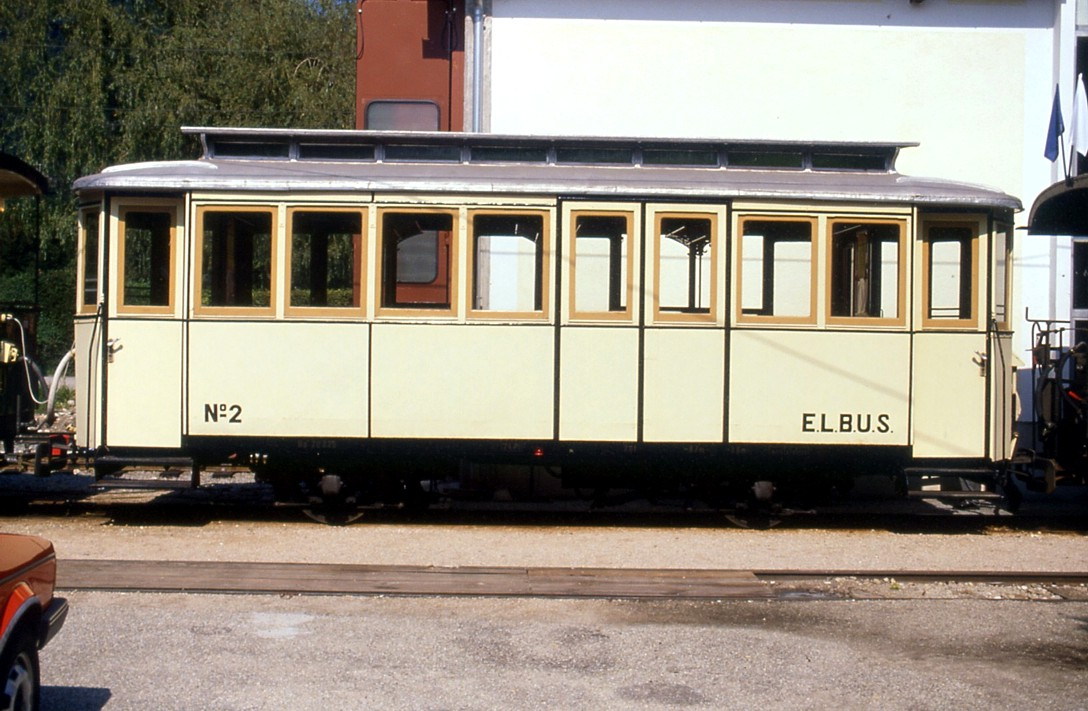
SM 2 als antriebsloser Beiwagen der Attergaubahn in historischer Lackierung